# St Martin-in-the-Fields
A St Martin-in-the-Fields egy anglikán templom, amely a Trafalgar Square északkeleti sarkán található City of Westminsterben, London belső kerületében, Tours-i Szent Mártonnak szentelve. Ezen a helyszínen a középkor óta templom található; a jelenlegi épület neoklasszikus stílusban épült James Gibbs tervei alapján, 1722 és 1726 között.

## Története

### Római korszak
2006-ban a helyszínen végzett ásatások egy körülbelül 410-ből származó sír felfedezéséhez vezettek. A helyszín a római London városának határain kívülre esik (ahogy a temetkezéseknél a szokásos római gyakorlat volt) de az különösen érdekes, hogy olyan messze esik (1,6 km távolságra nyugat-délnyugat felé a Ludgate-től) és ez a Westminster fontosságának újraértékeléséhez vezetett abban az időben. Néhányan azt gondolták, hogy abban az időben a temetkezés egy keresztény központot jelölt (esetleg újrahasznosították egy pogány templom helyét vagy épületét).

### Középkor és Tudor
A templomra vonatkozó legkorábban meglévő említés 1222-ből származik, egy kisebb vitával aközött, hogy Westminster apátjának vagy London püspökének kellene irányítania. A canterburyi érsek Westminster javára döntött és a westminsteri apátság szerzetesei elkezdték használni azt. 1542-ben VIII. Henrik újjáépíttette a templomot, annak érdekében, hogy távol tartsa a környéken lévő pestissel fertőzöttek áthaladását a Whitehall palotán. Abban az időben, szó szerint kellett venni a nevében szereplő „mezőkön” szót, ugyanis a templom elszigetelt helyen állt Westminster és London városai között.

### 17. század
I. Jakab uralkodásának kezdetén a templom alkalmatlanná vált a gyülekezet mérete és a térség megnövekedett népessége miatt. 1606-ban a király egy hektár földet ítélt oda a Szent Márton sortól nyugatra eső új temetőnek, és az épületet kelet felé bővítették a régi temető felett, a templom hosszát a felével növelve. Ugyanebben az időben a templomot, az idő kifejezésében alaposan megjavították és szépítették. Később, a 17. században a kapacitást galériák bővítésével tovább növelték. A Szent Anna, a Soho és a Szent Jakab Piccadilly új plébániák létrehozása és az Oxenden utcában nyílt kápolna szintén enyhítették a helyre nehezedő nyomás egy részét.
A 18. század elején a templom téglafalát kővel burkolták. A tető cserépből volt, és állt egy kőtorony támfalakkal is. A mennyezet kissé ívelt volt, támogatva azt, amit Edward Hatton „a toszkán oszlopok és a modern gótikus rendelések oszlopaként” leírt. A belső teret 1,8 m magasságig tölggyel burkolták, miközben a karzatokat az északi, déli és nyugati oldalakon festették. A templom körülbelül 26 m hosszú és 19 m széles volt. A torony 27 m magas volt. Számos figyelemre méltó személyt temettek el a templomnak ebben a időszakában, beleértve Robert Boyle-t, Nell Gwynt, John Parkinson botanikust és Sir John Birkenheadet.

### Újjáépítés
Egy 1710-es felmérés szerint a falak és a tető hanyatlott állapotban voltak. 1720-ban a Parlament elfogadta a templom újjáépítéséről szóló törvényt, amely 22 000 font összegű összeget engedélyezett, hogy emelni kell az egyházközségi járulékot. Egy ideiglenes templomot építettek részben a templomkertre és részben a Lancaster Courtban lévő földre. Hirdetések jelentek meg arról az újságokban, hogy a templomban vagy az egyházi udvarban eltemettek holttesteit és műemlékeit elvihetik a rokonok újra temetés céljából.
Az újjáépítés megbízottjai kiválasztották James Gibbset, hogy tervezze meg az új templomot. Az ő első javaslata egy kör alakú hajóval és kupolás mennyezettel rendelkező templom volt, de a megbízottak ezt a tervrajzot túl drágának tartották. Gibbs ezután egy egyszerűbb, egyenes vonalú tervet készített, amelyet elfogadtak. Az alapkövet 1722. március 19-én fektették le és a templomtorony utolsó kövét 1724 decemberében helyezték a helyére. A teljes költség 33 661 font volt, beleértve az építész díjait is. A Szent Márton nyugati pontjának volt egy csarnoka egy timpanonnal, amely egy hatalmas korinthoszi oszlopokból álló renddel volt megtámasztva, hat széles.  A megrendelést a templom körül pillérek folytatták. 
A templom tervezésénél Gibbs Christopher Wren munkáira támaszkodott, de eltért Wren gyakorlatától a torony templomba való beilleszkedésénél. Ahelyett, hogy úgy tekintenénk rá, mint az épület fő része, ő azt a nyugati falon belül szerkesztette meg, úgyhogy a tető fölé emelkedik, közvetlenül a csarnok mögött, egy elrendezés, amelyet ugyanúgy, ugyanabban az időben használt John James a Hanover téren elhelyezkedő St George templomnál (építése befejeződött 1724-ben), habár James tornya sokkal kevésbé ambiciózus. A Szent Márton tornya 59 m-re emelkedik a templom padló szintje felett. A templom a tervrajzban téglalap alakú az öt öblös hajóval a folyosók korinthoszi oszlopok árkádjai szerint szétosztva. Mindkét folyosó végén és a nyugati végén karzat található. A hajó mennyezete egy laposra formált hordó boltozat, amely bordákkal van felosztva fatáblákra. A fatáblák stukkóban vannak díszítve angyalkákkal, felhőkkel, kagylókkal és felcsavart munkával, kivitelezve Giuseppe Artari és Giovanni Bagutti által. A Trafalgar tér 1820-as években történő létrehozásáig, Gibbs templomát más épületek szorították ki. J. P. Malcolm írása 1807-ben, azt mondta, hogy a templom nyugati frontjának, „nagy hatása lett volna, hogy ha az utálatos őrház és istállók előle el lettek volna távolítva”, és a templom oldalát úgy írta le, mint „elvesztek az udvarban, ahol a házak szinte kapcsolatba lépnek velük.”
A tervrajzot akkoriban széles körben kritizálták, de később rendkívül híressé vált, különösen széles körben másolták az Egyesült Államokban. Nagy-Britanniában ez ihlette az 1730-as években épült Szent András téri templomának tervezését Glasgow-ban. Indiában a Szent András-templomot, Egmoret, Madrast (ma Chennai) a St Martin-in-the-Fields mintája alapján modellezték. Dél-Afrikában, Cradockban a Holland Református Egyházat is a St Martin-in-the-Fields alapján modellezték. 
Nem sokkal később különféle jelentős személyeket temettek el az új templomban, köztük az emigráns szobrászt, Louis-François Roubiliacot, aki London ezen területén telepedett le és a bútorgyártó Thomas Chippendale-t, akinek a műhelye ugyanabban az utcában volt, mint a templom a Szent Márton sávon, Jack Shepparddal együtt a szomszédos temetőben. Ezt a temetőt, amely a templom déli részén helyezkedik el, elköltöztették, hogy helyet csináljanak a Duncannon utcának, amely a 19. században épült, hogy hozzáférést biztosítson az újonnan létrehozott Trafalgar térhez.
Mielőtt létrehozták a közel-kelet-kampányt, Edmund Allenby Beauvoir De Lisle tábornokkal találkozott a Grosvenor Hotelben, és meggyőzte Allenby tábornokot bibliai jövendölésekkel Jeruzsálem megszabadításáról. Azt mondta Allenby tábornoknak, hogy a Biblia azt mondta, hogy Jeruzsálemet abban évben, 1917-ben adják át, és Nagy-Britannián keresztül. Beauvoir de Lisle tábornok megvizsgálta a jövendöléseket ahogy prédikálni akart a St Martin-in-the-Fields-en.

### Mostanában
Kiemelkedő elhelyezkedése miatt, a St Martin-in-the-Fields London egyik legismertebb temploma. Dick Sheppard plébános 1914 és 1927 között, aki programokat indított a környéken élő hajléktalanok számára, megalkotta erkölcsi világképét, hogy az „Mindig nyitott ajtó temploma”. A templom híres a fiatal és a hajléktalan emberekkel végzett munkájáról a The Connection at St Martin-in-the-Fieldsen keresztül, amelyet 2003-ban hoztak létre, legalább két, 1948-ig terjedő program összeolvadásával. A Connection megosztja a The Vicar’s  Relief Funddal a BBC Radio 4 Appeal fellebbezése által összegyűjtött pénzt.
A kripta kávézóval rendelkezik, amely olyan jazzkoncerteknek ad otthont, amelyeknek nyeresége támogatja a templom programját. A kripta a London Brass Rubbing Center otthona is, 1975-ben alapították művészeti galériaként, könyv és ajándékboltként. Henry Croft életnagyságú márványszobra, London első gyöngyszemű királya 2002-ben került a kriptába az eredeti helyéről, a St Pancras temetőből. 
2006 januárjában megkezdődött egy 36 millió font összegű megújítási projekt kidolgozása. A projekt magában foglalta a templom felújítását, valamint a templomi kriptát felölelő létesítmények biztosítását, egy sor épületet észak felé és néhány jelentős új földalatti teret közöttük. A támogatás tartalmazta a Heritage Lottery Fund 15.35 millió font összegű támogatását. A templom és a kripta újból megnyílt 2008 nyarán. Tizenkét történelmi harang a St Martin-in-the-Fields-től, öntve 1725, szerepelnek a Swan Bells toronyban Perthben, Ausztráliában. A jelenlegi tizenkét harang, öntve 1988-ban, a régi cseréje minden vasárnap 9 és 10 óra között történik a Szent Márton mellett, a Bell Ringers mezői együttesben.

## A populáris kultúrában
London központjának kiemelt helyén található, ezért a templom épületének külső része gyakran megjelenik filmekben, például Sztárom a párom, enigma és tévésorozatokban, mint a Ki vagy, doki? és a Sherlock.
A templomra a következő regényekben hivatkoznak:
- E. M. Forster: Szoba kilátással (1908)
- George Orwell: 1984 (1949)
- Daphne du Maurier: Paraziták (1949)
- Ken Follett: A megfagyott világ (2012)

A templomra való hivatkozás az alábbi versekben található:
- Francis Thompson: Isten országa (1893)
- Andrew Motion: Most utazó, akinek az útján áthalad (2009)

A Narancsok és citromok című gyermekdalban említett templom is ez lehet.

## Királyi kapcsolatok
A templom ugyanolyan szoros kapcsolatban áll a királyi családdal, amelynek ez a plébániatemploma, mint a Downing Street 10.-zel és az Admiralitással.

## Szegényházak
A templom 1886. szeptember 21-én alapította meg saját szegényházait és karitatív helyét. A szegényházakat 19 egyházi vagyonkezelő működtette nők számára, akiknek heti járadékot biztosítottak. A szegényházak 1818-ban épültek a Bayham utcában (tervező Henry Hake Seward), a camdeni és a St Pancras-i plébániatemetők egy részén, és felváltották az 1683-ban épülteket.

## Adományok
A St Martin-in-the-Fields karitatív hely hajléktalanokat és kiszolgáltatott embereket támogat. A templom 1920 óta minden évben gyűjt pénzt a kiszolgáltatott embereknek a karácsonyi felhívás során és 1927 decembere óta az éves BBC-rádióműsorban.
A St Martin’s Connection a templom mellett található, és szorosan együttműködik az egyház jótékonysági tevékenységével. Évente 4000 hajléktalant támogat Londonban szállás biztosításával, orvosi és fogászati ellátással, készségek képzésével és kreatív tevékenységekkel.

## Plébánosok
- 1539: Edmund Watson
- 1539: Robert Beste
- 1554: Thomas Wells
- 1572: Robert Beste
- 1572: William Wells
- 1574: Thomas Langhorne
- 1574: William Ireland
- 1577: Christopher Hayward
- 1588: William Fisher
- 1591: Thomas Knight
- 1602: Thomas Mountford
- 1632: William Bray
- 1641: John Wincopp
- 1643: Thomas Strickland
- 1644–1648: Daniel Cawdry
- 1648: Gabriel Sangar
- 1661: Nicholas Hardy
- 1670: Thomas Lamplugh
- 1676: William Lloyd
- 1680: Thomas Tenison
- 1692: William Lancaster
- 1693:Nicholas Gouge
- 1694–1716: William Lancaster
- 1716–1723: Thomas Green
- 1723–1756: Zachariah Pearce
- 1756–1776: Erasmus Saunders
- 1776–1812: Anthony Hamilton
- 1812–1824: Joseph Holden Pott
- 1824–1834: George Richards
- 1834–1848: Sir Henry Robert Dukinfield, Bart.
- 1848–1855: Henry Mackenzie
- 1855–1886: William Gilson Humphry
- 1886–1903: John Fenwick Kitto
- 1903–1914: Leonard Edmund Shelford
- 1914–1927: Hugh Richard Laurie Sheppard
- 1927–1940: William Patrick Glyn McCormick
- 1941–1947: Eric Loveday
- 1948–1956: Lewis Mervyn Charles-Edwards
- 1956–1984: Austen Williams
- 1985–1995: Geoffrey Brown
- 1995–2011: Nicholas Holtam (ma Salisbury püspöke)
- 2012–jelen: Samuel Well

## Zene
A templom ismert a rendszeres déli és esti koncertekről: sok együttes fellép ott, így a Academy of St Martin in the Fields, amelyet Sir Neville Marriner alapított és John Churchill, a Szent Márton volt zenei mestere.

### A szervezők listája
A szervezők között:
- John Weldon 1714–1736
- Joseph Kelway 1736–1781 (korábban a Szent Mihály szervezője, Cornhill)
- Benjamin Cooke 1781–1793
- Robert Cooke 1793–1814 (Benjamin Cooke fia)
- Thomas Forbes Gerrard Walmisley 1814–1854
- William Thomas Best 1852–1855?
- W.H. Adams, kinevezett 1857
- H.W.A. Beale
- William John Kipps 1899–1924
- Martin Shaw 1920–1924
- Arnold Goldsborough 1924–1935
- John Alden 1935–1938
- Stanley Drummond Wolff 1938–1946
- John Churchill 1949–1967
- Eric Harrison 1967–1968
- Robert Vincent 1968–1977 (a manchesteri székesegyház későbbi orgonistája)
- Christopher Stokes 1977–1989 (későbbi zeneigazgató,a St. Margaret's Westminster apátság, valamint a Manchesteri Kórusok szervezője és mestere)
- Mark Stringer 1989–1996 (jelenleg a Wells Egyesült Királyság Wells katedrális iskolájának zeneigazgatója, 2015 április óta; a Trinity College London ügyvezető igazgatója, 1997–2012; néha a zene     igazgatója; a metodista központi terem, Westminster)
- Paul Stubbings 1996–2001 (későbbi zeneigazgató, St Mary Zeneiskola, Edinburgh)
- Nick Danks 2001–2008
- Andrew Earis 2009 –

## Szent Márton-iskola
1699-ben az egyház szegény és kevésbé szerencsés fiúk számára iskolát alapított, amely később lányiskola lett. Eredetileg a Charing Cross Roadon, a templom közelében helyezkedett el. Egy időben Szent Márton leány-középiskolának nevezték, később St Martin-in-the-Fields leány-középiskola lett. 1928-ban áthelyezték jelenlegi helyére, Lambeth-be.
Az iskola jelvénye a névadó Tours-i Szent Mártont ábrázolja. Az iskola latin nyelvű mottója, a Caritate et disciplina fordítása: „Szeretettel és tanulással”. Az iskola keresztény, de minden vallású lányokat befogad.

## Fordítás
Ez a szócikk részben vagy egészben  a   St Martin-in-the-Fields című angol Wikipédia-szócikk ezen változatának fordításán alapul.  Az eredeti cikk szerkesztőit annak laptörténete sorolja fel. Ez a jelzés csupán a megfogalmazás eredetét és a szerzői jogokat jelzi, nem szolgál a cikkben szereplő információk forrásmegjelöléseként.

## Kapcsolódó szócikk
- Academy of St Martin in the Fields